# Ellis Yarnal Berry
Ellis Yarnal Berry (ur. 6 października 1902 w Larchwood, Iowa, zm. 1 kwietnia 1999 w Rapid City, Dakota Południowa) – amerykański polityk związany z Partią Republikańską.
W latach 1951–1971 przez dziesięć dwuletnich kadencji Kongresu Stanów Zjednoczonych był przedstawicielem drugiego okręgu wyborczego w stanie Dakota Południowa w Izbie Reprezentantów Stanów Zjednoczonych.